# Zračna luka Dubai
Međunarodna zračna luka Dubai (arapski: مطار دبي الدولي‎‎) (IATA: DXB, ICAO: OMDB) zračna je luka u Dubaiju, najvećem gradu Ujedinjenih Arapskih Emirata. 
Glavno je zrakoplovno prometno središte na Bliskom istoku i glavna zračna luka u Dubaiju. Smještena je u četvrti Al Garhoud, 4,6 km istočno od Dubaija. Zračnom lukom upravlja Ministarstvo za civilno zrakoplovstvo i baza je međunarodnih zrakoplovnih prijevoznika Emirates, FlyDubai i Emirates SkyCargo. Najveće je prometno središte zrakoplovne tvrtke Emirates na Bliskom istoku. Na zračnoj luci Emirates ostvaruje 64 posto od cjelokupnog putničkog prometa i 50 posto prihvata i otpreme zrakoplova. Dubai Airport je i baza niskotarifnog prijevoznika Flydubaija koji na DXB ostvaruje 10,7 posto putničkog prometa. Nakon ostvarenog partnerstva s Emiratesom, zračna luka je u travnju 2013. godine postala sekundarno prometno središte za Qantas. Qantas će koristiti Dubai kao glavnu transfernu točku za letove prema Europi. Od rujna 2012. godine 130 zrakoplovnih tvrtki kroz zračnu luku ostvare preko 6000 tjednih letova u više od 220 destinacija diljem svih kontinenata osim Antarktike.
Dubai Airport se prostire na površini od 3.500 hektara. Tijekom 2012. godine kroz DXB je prošlo rekordnih 57,7 milijuna putnika što je 13,2 posto više nego tijekom 2011. godine. To ju svrstava na 10. mjesto najprometnijih zračnih luka u svijetu po putničkom prometu. Ujedno je 2012. godine i treća najprometnija zračna luka u svijetu po međunarodnom putničkom prometu. Prema podatcima od siječnja 2013. DXB je 7. najprometnija zračna luka u svijetu po putničkom prometu.

## Terminali
Zračna luka Dubai ima tri putnička terminala. Terminali 1 i 3 su izravno povezani sa zajedničkim tranzitnim dijelom tako da se putnici mogu slobodno kretati iz terminala u terminal bez prolaska carinske kontrole dok je Terminal 2 na suprotnoj strani zračne luke. Putnici se između terminala prevoze internom željeznicom a vožnja od Terminala 2 do Terminala 1 traje oko 20 minuta a do Terminala 3 traje 30 minuta. Putnici u Terminal 3 koji trebaju prijeći od hale A i ostataka terminala moraju koristiti automatizirani prijevoz za putnike. Isto će biti i kada 2015. godine bude završena Hala D. Tri putnička terminala imaju ukupni kapacitet od oko 80 milijuna putnika godišnje. Terminali 1 i 3 orijentirani su na međunarodni promet putnika, dok preko Terminala 2 lete zrakoplovi na potkontinentalnim letovima i letovima za i regiju Perzijskog zaljeva. Terminali 1 i 3 ostvaruju 85 posto putničkog prometa.
 

### Terminal 1
Kapacitet Terminala 1 je 33 milijuna putnika. Koristi ga više od 100 zrakoplovnih tvrtki i povezan je podzemnim prolazom (300 m) s 1 km dugom Halom C. Prostire se na površini od 515.020 m2. U Terminalu se nalazi 221 šalter za registraciju putnika.
Terminal je prvotno izgrađen za prihvat 21 milijuna putnika, no radi velikog zagušenja zračna luka je bila prisiljena proširiti terminal za prihvat 33 milijuna putnika što je postignuto proširenjem i otvaranjem novih 28 izlaza za putnike.
U 2013. uprava Zračna luke Dubai najavila je veliku obnovu za Terminal 1 i Halu C. Preuređenje uključuje unaprijeđeni sustav za prtljagu, zamjenu šaltera za registraciju putnika i prostraniju dvoranu odlaska. Prostor dolaska će također biti preuređen kako bi se ubrzao protok. Kraj obnove se očekuje do kraja 2014. godine.
Hala C
Hala C je dio Terminala 1 i otvorena je 2000. godine. Do otvaranja Hale B na T3 bila je najveća hala na Zračnoj luci Dubai. Uključuje 50 izlaza od kojih su 28 aviomostovi a 22 izlaza na nižoj razini su za zrakoplove na udaljenim parkirnim pozicijama. Izlazi su označeni od C1 do C50. U hali se nalazi više od 17 restorana, kafića te linija samo-poslužnih restorana za prehranu na razini odlazaka. Tu je i hotel s 5 zvjezdica i bescarinske trgovine na 5.400 m2. Ostali sadržaji uključuju molitvene sobe i medicinski centar.
Hala D
Istodobno s početkom planiranja izgradnje Terminala 4, 14. studenog 2008. godine Emiratesi započinju planiranje proširenje na novom terminalu 3 što bi do 2015. godine trebalo povećati broj putnika na 80 do 90 milijuna godišnje. U svibnju 2011. godine izvršni direktor Zračne luke Dubai Paul Griffith prezentira masterplan zračne luke. Plan uključuje izgradnju Hale D (prije planirani Terminal 4) s kapacitetom od 15 milijuna putnika, što bi ukupni kapacitet zračne luke dovelo do 90 milijuna putnika u 2018. godini. Također se prati da li će Emiratesi preuzeti Halu C, uz Hale A i B koje već koriste. Sve ostale aviotvrtke će biti premještene u Halu D ili na Zračnu luku Al Maktoum. Zračna luka predviđa rast međunarodnog putničkog i teretni prometa od 7,2 posto godišnje, po čemu bi do 2020. godine broj putnika na Zračnoj luci Dubai dostigao brojku od 98,5 milijuna.
 

### Terminal 2
Terminal 2 izgrađena je 1998. godine i ima površinu od 15.000 m2. Kapacitet od 10 milijuna putnika u 2013. godini dostignut je nakon više rekonstrukcija i velikog proširenja tijekom 2012. Terminal koristi više od 50 zrakoplovnih tvrtki koje lete uglavnom u zoni Perzijskog zaljeva. Većina letova su za Iran, Indiju, Saudijsku Arabiju, Pakistan i Afganistan. U lipnju 2009. godine Terminal 2 je postao glavno prometno središte Flydubaia gdje se nalazi i glavni ured te zrakoplovne tvrtke. Godine 2012. Terminal 2 je obnovljen, prošireni su šalteri za registraciju putnika i prostori za poziv putnika, promijenjen je dekor interijera i eksterijera i povećan izbor za prehranu putnika. Obnovom je kapacitet povećan na 10 milijuna putnika. Uz brojne sadržaje za putnike na terminalu je 37 šaltera za registraciju putnika, prostrani prostor za ulazak putnika s više dnevnog svjetla. Također, novi otvoreni izlazi omogućuju poziv na nekoliko letova istovremeno s čime se poboljšao protok putnika i zrakoplova. Terminal ima ukupno 43 udaljene pozicije za parkiranje zrakoplova. Trgovine slobodne carinske zone prostiru se na 2.400 m2 u zoni odlazaka i 540 m2 u zoni dolaska.

### Terminal 3
Terminal 3 koštao je 8 milijardi američkih dolara i jednim svojim dijelom nalazi se u podzemlju. Koristi ga isključivo Emirates i ima kapacitet od 47 milijuna putnika. Pet aviomostova na Hali B i 18 na Hali A prilagođeno je za prihvat Airbusa A380. Dana 6. rujna 2012. godine je objavljen kako Terminal 3 više neće biti ekskluzivno za aviotvrtku Emirates. Nakon sporazuma između Emiratesa i Qantasa o dijeljenju pojedinih linija Qantas će biti drugi (i jedini) koji će koristiti Terminal 3. Ovaj sporazum također omogućuje Qantasu korištenje A380 aviomostova.
Nakon završetka, Terminal 3 je najveća zgrada u svijetu po podnoj površini, s više od 1.713.000 m2 i kapacitetom od 47 milijuna putnika godišnje. Veliki dio površine se nalazi ispod zrakoplovnih rulnih staza i izravno je povezan s Halom B. Prostori odlaska i dolaska su 10 m ispod platforme zračne luke. Hala A je spojena s T3 s automatiziranim prijevozom za putnike.  U više podzemnih nivoa nalaze se saloni putnika prve i poslovne klase, restorani, 180 šaltera za registraciju putnika i parkiralište za 2.600 automobila. Prostor s trgovinama prostire se na 10.700 m2. Sustav rukovanja prtljagom najveći je u svijetu i može obraditi 8.000 komada prtljage po satu, uključuje 21 ulaznu kontrolnu poziciju, 49 podiznih mostova, 90 km pokretne trake s mogućnošću prijenosa 15.000 komada prtljage po satu pri brzini od 27 km/h. U dolaznom dijelu terminal ima 52 ulaza s 14 traka za izdavanje prtljage. Parkiralište uključuje 1.870 mjesta za automobile, 163 parkirnih mjesta za najam automobila i 44 mjesta za Emiratesove autobuse. Danas kroz terminal prođe oko 85.000 putnika dnevno. 
Hala A
Kapacitet Hale A je 19 milijuna putnika. Povezana je automatiziranim prijevozom za putnike s dva glavna javna nivoa. Prtljaga putuje tunelima sa sustavom za prijenos prtljage. Hala je otvorena 2. siječnja 2013. godine. Zgrada je sličnog oblika kao Hala B, dugačka je 924 m, široka 91 m i u središnjem dijelu visoka 40 m (od nivoa platforme). Ima 20 aviomostova od kojih njih 18 mogu primiti Airbus A380 -800. Tu su još i 6 sala za putnike koji polijeću na letovima sa zrakoplovima parkiranih na 13 udaljenih pozicija. Izlazi putnika su označeni od A1 do A24.
Dio hale su jedan hotel s 4 i jedan hotel s 5 zvjezdica, područja bescarinske prodaje i saloni za putnike poslovne i prve klase. Ovi saloni su najveći u svijetu i imaju svoj posebnu kat preko kojega putnici imaju izravan pristup u zrakoplov. Ukupno područje hale zauzima 540.000 m2 a ukrcaj putnika moguć je s više nivoa.
Hala B
Hala B izravno je povezana s Terminalom 3, te je predodređena isključivo za Emirates. Ukupno područje hale je 675.000 m2, dugačka je 945 m široka 90,8 m i u središnjem dijelu visoka 49,5 m. Ima 10 katova (4 podzemna, prizemlje i pet katova iznad). Dolasci i odlasci su na više nivoa, ima 32 izlaska za putnike koji su označeni od B1 do B32. Hala ima 26 zračnih mostova i pet izlaza za putnike za zrakoplove parkirane na 14 udaljenih pozicija. Pozicije su samo za Airbus A340 i Boeing 777. Za tranzitne putnike hala ima 3 područja sa 62 transferna šaltera. Pet aviomostova je za prihvat Airbusa A-380. 
U Hali su i Emiratesovi saloni za putnike prve i poslovne klase te Marhaba salon. Salon prve klase ima kapacitet od 1.800 putnika i ukupne je površine od 12.600 m2. Salon poslovni klase ima kapacitet od 3.000 putnika i ukupne je površine od 13.500 m2. Salon Marhaba je najmanji ima kapacitet od 300 putnika
. Ukupna površina s komercijalnim sadržajima je 120.000 m2 i u potpunosti je pod upravom Dubai Duty Freea. Tu su uz trgovine bescarinske prodaje i 18 restorana prehrane i tri hotela s 4 i 5 zvjezdica.

## Vanjske poveznice
|  | Zajednički poslužitelj ima još gradiva o temi Zračna luka Dubai |

- Zračna luka Dubai  Arhivirana inačica izvorne stranice od 5. siječnja 2009. (Wayback Machine)